# 塔尔班达
塔尔班达（Talbandha），是印度西孟加拉邦North Twentyfour Parganas县的一个城镇。总人口15233（2001年）。

## 人口
该地2001年总人口15233人，其中男性7763人，女性7470人；0—6岁人口1762人，其中男890人，女872人；识字率65.31%，其中男性为72.91%，女性为57.42%。